# Saltatricula
Saltatricula és un gènere d'ocells de la família dels tràupids (Thraupidae).

## Taxonomia
Segons la Classificació del Congrés Ornitològic Internacional (versió 14.2, 2024) aquest gènere està format per dues espècies:
- Dansaire del Chaco (Saltatricula multicolor Burmeister, 1860)
- Dansaire gorjanegre (Saltatricula atricollis Vieillot, 1817)